# Nguyên Phúc
Nguyên Phúc là một xã thuộc huyện Bạch Thông, tỉnh Bắc Kạn, Việt Nam.

## Địa lý
Xã Nguyên Phúc có vị trí địa lý:
- Phía bắc giáp xã Tân Tú và xã Sỹ Bình
- Phía đông giáp xã Sĩ Bình và xã Cao Sơn
- Phía nam giáp xã Mỹ Thanh
- Phía tây giáp các xã Cẩm Giàng, Quân Hà và thành phố Bắc Kạn.

Xã Nguyên Phúc có diện tích 47,27 km², dân số năm 2019 là 1.869 người, mật độ dân số đạt 40 người/km².
Sông Cẩm Giàng chảy từ bắc xuống nam ở phần phía tây của xã rồi hợp lưu vào sông Cầu, sông Cầu chảy từ tây sang đông rồi ra khỏi địa phận xã, ngoài ra, trên địa phận xã còn có nhiều suối và khe nước phụ lưu như suối Bản Quán.

## Hành chính
Xã Nguyên Phúc được chia thành 11 thôn bản: Nà Muồng, Cáng Lò, Nam Yên, Khuổi Bốc, Khuổi Cỏ, Ngoàn, Nà Cà, Quăn, Nà Rào, Nà Lốc, Pác Thiên.